# Puchar Panamerykański w Piłce Siatkowej Mężczyzn 2019
Puchar Panamerykański w Piłce Siatkowej Mężczyzn 2019 – odbył się w Colimie w Meksyku w dniach 16-21 czerwca 2019 roku. Była to czternasta edycja turnieju. Wzięło w nim udział 12 zespołów z dwóch konfederacji.

## System rozgrywek
XIV Puchar Panamerykański w Piłce Siatkowej Mężczyzn rozgrywany był według poniższego systemu
- W zawodach brało udział 12 zespołów.
- Zespoły zostały podzielone na trzy grupy, w grupach rozgrywki odbywają się systemem "każdy z każdym".
- Przy ustalaniu kolejności zespołów w tabeli decydują: punkty i liczba meczów wygranych, współczynnik punktowy (iloraz punktów zdobytych do straconych), współczynnik setowy (iloraz setów zdobytych do straconych).
- Drużyny z pierwszych miejsc w grupie automatycznie awansują do półfinału, drużyny z miejsc drugiego i trzeciego muszą rozegrać dodatkowy mecz o wejście do półfinału.

## Drużyny uczestniczące
| Grupa A                       | Grupa B                                 | Grupa C                                      |
| ----------------------------- | --------------------------------------- | -------------------------------------------- |
| Argentyna Kuba Kanada Surinam | Meksyk Portoryko Trynidad i Tobago Peru | Stany Zjednoczone Dominikana Chile Gwatemala |

## Faza grupowa
awans do półfinału
     awans do ćwierćfinału
     mecze o miejsca 7-10

### Grupa A
Tabela
| Lp. | Drużyna   | Mecze | Mecze | Mecze | Pkt | Małe punkty | Małe punkty | Małe punkty | Sety | Sety | Sety  |
| Lp. | Drużyna   | M     | W     | P     | Pkt | zdob.       | str.        | ratio       | wyg. | prz. | ratio |
| --- | --------- | ----- | ----- | ----- | --- | ----------- | ----------- | ----------- | ---- | ---- | ----- |
| 1   | Kuba      | 3     | 3     | 0     | 13  | 261         | 207         | 1.261       | 9    | 2    | 4.500 |
| 2   | Argentyna | 3     | 2     | 1     | 12  | 263         | 212         | 1.241       | 8    | 3    | 2.667 |
| 3   | Kanada    | 3     | 1     | 2     | 5   | 193         | 199         | 0.970       | 3    | 6    | 0.500 |
| 4   | Surinam   | 3     | 0     | 3     | 0   | 126         | 225         | 0.560       | 0    | 9    | 0.000 |

Źródło: NORCECA
Punktacja: 3:0 – 5 pkt, 3:1 – 4 pkt, 3:2 – 3 pkt, 2:3 – 2 pkt, 1:3 – 1 pkt, 0:3 – 0 pkt
Zasady ustalania kolejności: 1. liczba zwycięstw, 2. liczba punktów, 3. stosunek małych punktów, 4. stosunek setów, 5. bilans w bezpośrednich meczach
Wyniki
| Data  | Godz. | Drużyna 1 | Wynik | Drużyna 2 | 1     | 2     | 3     | 4     | 5     | Widzów | * |
| ----- | ----- | --------- | ----- | --------- | ----- | ----- | ----- | ----- | ----- | ------ | - |
| 16.06 | 13:00 | Kanada    | 3:0   | Surinam   | 25:14 | 25:19 | 25:16 |       |       | 1000   |   |
| 16.06 | 18:00 | Argentyna | 2:3   | Kuba      | 30:32 | 20:25 | 25:22 | 25:17 | 13:15 |        |   |
| 17.06 | 13:00 | Surinam   | 0:3   | Argentyna | 10:25 | 19:25 | 12:25 |       |       | 150    |   |
| 17.06 | 18:00 | Kuba      | 3:0   | Kanada    | 25:19 | 25:20 | 25:19 |       |       | 2200   |   |
| 18.06 | 09:00 | Surinam   | 0:3   | Kuba      | 11:25 | 15:25 | 10:25 |       |       | 600    |   |
| 18.06 | 18:00 | Kanada    | 0:3   | Argentyna | 17:25 | 22:25 | 21:25 |       |       | 2000   |   |

### Grupa B
Tabela
| Lp. | Drużyna           | Mecze | Mecze | Mecze | Pkt | Małe punkty | Małe punkty | Małe punkty | Sety | Sety | Sety  |
| Lp. | Drużyna           | M     | W     | P     | Pkt | zdob.       | str.        | ratio       | wyg. | prz. | ratio |
| --- | ----------------- | ----- | ----- | ----- | --- | ----------- | ----------- | ----------- | ---- | ---- | ----- |
| 1   | Meksyk            | 3     | 3     | 0     | 14  | 249         | 213         | 1.169       | 9    | 1    | 9.000 |
| 2   | Portoryko         | 3     | 2     | 1     | 7   | 280         | 259         | 1.081       | 6    | 6    | 1.000 |
| 3   | Peru              | 3     | 1     | 2     | 8   | 275         | 275         | 1.000       | 6    | 6    | 1.000 |
| 4   | Trynidad i Tobago | 3     | 0     | 3     | 1   | 191         | 248         | 0.770       | 1    | 9    | 0.111 |

Źródło: NORCECA
Punktacja: 3:0 – 5 pkt, 3:1 – 4 pkt, 3:2 – 3 pkt, 2:3 – 2 pkt, 1:3 – 1 pkt, 0:3 – 0 pkt
Zasady ustalania kolejności: 1. liczba zwycięstw, 2. liczba punktów, 3. stosunek małych punktów, 4. stosunek setów, 5. bilans w bezpośrednich meczach
Wyniki
| Data  | Godz. | Drużyna 1         | Wynik | Drużyna 2         | 1     | 2     | 3     | 4     | 5     | Widzów | * |
| ----- | ----- | ----------------- | ----- | ----------------- | ----- | ----- | ----- | ----- | ----- | ------ | - |
| 16.06 | 09:00 | Peru              | 2:3   | Portoryko         | 25:23 | 26:24 | 28:30 | 19:25 | 14:16 | 400    |   |
| 16.06 | 20:00 | Meksyk            | 3:0   | Trynidad i Tobago | 25:19 | 25:20 | 25:22 |       |       | 3000   |   |
| 17.06 | 09:00 | Trynidad i Tobago | 1:3   | Portoryko         | 25:23 | 14:25 | 18:25 | 15:25 |       | 450    |   |
| 17.06 | 20:00 | Meksyk            | 3:1   | Peru              | 25:15 | 28:26 | 21:25 | 25:22 |       | 3000   |   |
| 18.06 | 13:00 | Peru              | 3:0   | Trynidad i Tobago | 25:22 | 25:14 | 25:22 |       |       | 500    |   |
| 18.06 | 20:00 | Meksyk            | 3:0   | Portoryko         | 25:23 | 25:23 | 25:18 |       |       | 3000   |   |

### Grupa C
Tabela
| Lp. | Drużyna           | Mecze | Mecze | Mecze | Pkt | Małe punkty | Małe punkty | Małe punkty | Sety | Sety | Sety  |
| Lp. | Drużyna           | M     | W     | P     | Pkt | zdob.       | str.        | ratio       | wyg. | prz. | ratio |
| --- | ----------------- | ----- | ----- | ----- | --- | ----------- | ----------- | ----------- | ---- | ---- | ----- |
| 1   | Chile             | 3     | 3     | 0     | 13  | 264         | 214         | 1.234       | 9    | 2    | 4.500 |
| 2   | Stany Zjednoczone | 3     | 2     | 1     | 11  | 238         | 197         | 1.208       | 7    | 3    | 2.333 |
| 3   | Dominikana        | 3     | 1     | 2     | 4   | 263         | 286         | 0.920       | 4    | 8    | 0.500 |
| 4   | Gwatemala         | 3     | 0     | 3     | 2   | 202         | 270         | 0.748       | 2    | 9    | 0.222 |

Źródło: NORCECA
Punktacja: 3:0 – 5 pkt, 3:1 – 4 pkt, 3:2 – 3 pkt, 2:3 – 2 pkt, 1:3 – 1 pkt, 0:3 – 0 pkt
Zasady ustalania kolejności: 1. liczba zwycięstw, 2. liczba punktów, 3. stosunek małych punktów, 4. stosunek setów, 5. bilans w bezpośrednich meczach
Wyniki
| Data  | Godz. | Drużyna 1         | Wynik | Drużyna 2         | 1     | 2     | 3     | 4     | 5     | Widzów | * |
| ----- | ----- | ----------------- | ----- | ----------------- | ----- | ----- | ----- | ----- | ----- | ------ | - |
| 16.06 | 11:00 | Gwatemala         | 0:3   | Stany Zjednoczone | 10:25 | 17:25 | 17:25 |       |       | 1200   |   |
| 16.06 | 16:00 | Chile             | 3:1   | Dominikana        | 25:18 | 20:25 | 25:20 | 25:21 |       | 1800   |   |
| 17.06 | 11:00 | Dominikana        | 3:2   | Gwatemala         | 36:38 | 25:21 | 25:19 | 19:25 | 15:13 |        |   |
| 17.06 | 16:00 | Stany Zjednoczone | 1:3   | Chile             | 22:25 | 25:19 | 22:25 | 19:25 |       | 400    |   |
| 18.06 | 11:00 | Gwatemala         | 0:3   | Chile             | 14:25 | 17:25 | 11:25 |       |       | 1000   |   |
| 18.06 | 16:00 | Dominikana        | 0:3   | Stany Zjednoczone | 20:25 | 19:25 | 20:25 |       |       | 800    |   |

## Faza pucharowa

### Mecz o 11. miejsce
| Data  | Godz. | Drużyna 1         | Wynik | Drużyna 2 | 1     | 2     | 3     | 4 | 5 | Widzów | * |
| ----- | ----- | ----------------- | ----- | --------- | ----- | ----- | ----- | - | - | ------ | - |
| 19.06 | 11:00 | Trynidad i Tobago | 3:0   | Surinam   | 25:12 | 25:21 | 25:16 |   |   | 500    |   |

### Mecze o miejsca 7-10
| Data  | Godz. | Drużyna 1  | Wynik | Drużyna 2 | 1     | 2     | 3     | 4 | 5 | Widzów | * |
| ----- | ----- | ---------- | ----- | --------- | ----- | ----- | ----- | - | - | ------ | - |
| 19.06 | 13:00 | Peru       | 3:0   | Gwatemala | 25:22 | 25:22 | 25:21 |   |   | 600    |   |
| 19.06 | 16:00 | Dominikana | 0:3   | Kanada    | 14:25 | 22:25 | 14:25 |   |   | 500    |   |

### Mecz o 9. miejsce
| Data  | Godz. | Drużyna 1 | Wynik | Drużyna 2  | 1     | 2     | 3     | 4 | 5 | Widzów | * |
| ----- | ----- | --------- | ----- | ---------- | ----- | ----- | ----- | - | - | ------ | - |
| 20.06 | 13:00 | Gwatemala | 0:3   | Dominikana | 20:25 | 25:27 | 19:25 |   |   | 250    |   |

### Mecz o 7. miejsce
| Data  | Godz. | Drużyna 1 | Wynik | Drużyna 2 | 1     | 2     | 3     | 4     | 5     | Widzów | * |
| ----- | ----- | --------- | ----- | --------- | ----- | ----- | ----- | ----- | ----- | ------ | - |
| 20.06 | 16:00 | Peru      | 2:3   | Kanada    | 23:25 | 20:25 | 25:21 | 25:21 | 15:17 | 2000   |   |

### Mecze o miejsca 1-6
|  |              |                   |              |    |        |           |           |           |    |      |       |       |       |
|  | Ćwierćfinały | Ćwierćfinały      | Ćwierćfinały |    |        | Półfinały | Półfinały | Półfinały |    |      | Finał | Finał | Finał |
|  | Ćwierćfinały | Ćwierćfinały      | Ćwierćfinały |    |        | Półfinały | Półfinały | Półfinały |    |      | Finał | Finał | Finał |
|  |              |                   |              |    |        |           |           |           |    |      |       |       |       |
|  |              |                   |              |    |        |           |           |           |    |      |       |       |       |
|  |              |                   |              | A1 | Kuba   | 3         |           |           |    |      |       |       |       |
|  |              |                   |              | A1 | Kuba   | 3         |           |           |    |      |       |       |       |
|  | C1           | Chile             | 3            |    |        | C1        | Chile     | 0         |    |      |       |       |       |
|  | C1           | Chile             | 3            |    |        | C1        | Chile     | 0         |    |      |       |       |       |
|  | B2           | Portoryko         | 0            |    |        |           |           |           | A1 | Kuba | 3     |       |       |
|  | B2           | Portoryko         | 0            |    |        |           |           |           | A1 | Kuba | 3     |       |       |
|  |              |                   |              |    |        | A2        | Argentyna | 2         |    |      |       |       |       |
|  |              |                   |              |    |        | A2        | Argentyna | 2         |    |      |       |       |       |
|  |              |                   |              | B1 | Meksyk | 1         |           |           |    |      |       |       |       |
|  |              |                   |              | B1 | Meksyk | 1         |           |           |    |      |       |       |       |
|  | A2           | Argentyna         | 3            |    |        | A2        | Argentyna | 3         |    |      |       |       |       |
|  | A2           | Argentyna         | 3            |    |        | A2        | Argentyna | 3         |    |      |       |       |       |
|  | C2           | Stany Zjednoczone | 0            |    |        |           |           |           |    |      |       |       |       |
|  | C2           | Stany Zjednoczone | 0            |    |        |           |           |           |    |      |       |       |       |

### Ćwierćfinały
| Data  | Godz. | Drużyna 1 | Wynik | Drużyna 2         | 1     | 2     | 3     | 4 | 5 | Widzów | * |
| ----- | ----- | --------- | ----- | ----------------- | ----- | ----- | ----- | - | - | ------ | - |
| 19.06 | 18:00 | Argentyna | 3:0   | Stany Zjednoczone | 25:23 | 25:22 | 25:22 |   |   | 900    |   |
| 19.06 | 20:00 | Chile     | 3:0   | Portoryko         | 25:19 | 25:22 | 25:21 |   |   | 1300   |   |

### Półfinały
| Data  | Godz. | Drużyna 1 | Wynik | Drużyna 2 | 1     | 2     | 3     | 4     | 5 | Widzów | * |
| ----- | ----- | --------- | ----- | --------- | ----- | ----- | ----- | ----- | - | ------ | - |
| 20.06 | 18:00 | Kuba      | 3:0   | Chile     | 25:20 | 31:29 | 25:20 |       |   | 2500   |   |
| 20.06 | 20:00 | Meksyk    | 1:3   | Argentyna | 17:25 | 12:25 | 27:25 | 22:25 |   | 3100   |   |

### Mecz o 5. miejsce
| Data  | Godz. | Drużyna 1         | Wynik | Drużyna 2 | 1     | 2     | 3     | 4 | 5 | Widzów | * |
| ----- | ----- | ----------------- | ----- | --------- | ----- | ----- | ----- | - | - | ------ | - |
| 21.06 | 15:00 | Stany Zjednoczone | 3:0   | Portoryko | 25:17 | 25:23 | 25:18 |   |   | 550    |   |

### Mecz o 3. miejsce
| Data  | Godz. | Drużyna 1 | Wynik | Drużyna 2 | 1     | 2     | 3     | 4 | 5 | Widzów | * |
| ----- | ----- | --------- | ----- | --------- | ----- | ----- | ----- | - | - | ------ | - |
| 21.06 | 17:00 | Chile     | 0:3   | Meksyk    | 17:25 | 20:25 | 24:26 |   |   | 3000   |   |

### Finał
| Data  | Godz. | Drużyna 1 | Wynik | Drużyna 2 | 1     | 2     | 3     | 4     | 5    | Widzów | * |
| ----- | ----- | --------- | ----- | --------- | ----- | ----- | ----- | ----- | ---- | ------ | - |
| 21.06 | 20:00 | Kuba      | 3:2   | Argentyna | 19:25 | 25:21 | 25:20 | 21:25 | 15:9 | 3000   |   |

## Nagrody indywidualne
| MVP                | Najlepszy punktujący | Najlepszy atakujący | Najlepsi środkowi          | Najlepszy zagrywający | Najlepszy rozgrywający | Najlepsi skrzydłowi          | Najlepszy libero | Najlepszy broniący | Najlepszy przyjmujący |
| ------------------ | -------------------- | ------------------- | -------------------------- | --------------------- | ---------------------- | ---------------------------- | ---------------- | ------------------ | --------------------- |
| Miguel Ángel López | Eduardo Romay        | Eduardo Romay       | Daniel Urueña Roamy Alonso | Eduardo Romay         | Pedro Rangel           | Álvaro Hidalgo Nicolas Bruno | Arnel Cabrera    | Kyle Dagostino     | Jorge Barajas         |

## Klasyfikacja końcowa
| Miejsce | Reprezentacja     |
| ------- | ----------------- |
| złoto   | Kuba              |
| srebro  | Argentyna         |
| brąz    | Meksyk            |
| 4       | Chile             |
| 5       | Stany Zjednoczone |
| 6       | Portoryko         |
| 7       | Kanada            |
| 8       | Peru              |
| 9       | Dominikana        |
| 10      | Gwatemala         |
| 11      | Trynidad i Tobago |
| 12      | Surinam           |